# 泉町滝尻
泉町滝尻（いずみまち たきじり）は、福島県いわき市の大字である。郵便番号は971-8182。

## 地理
いわき市南東部の小名浜地区に属する。北で泉玉露、泉町本谷、葉山、小名浜南富岡、東で小名浜、南で泉町下川、葉山、西で泉町、泉滝尻とそれぞれ隣接する。概ね町村制施行以前の菊多郡滝尻村の流れを汲む地域である。二級水系藤原川と右岸支流である釜戸川に挟まれた平野部と、北側の丘陵地を範囲とする。泉駅南東側の住宅地として発展し、南部の国道6号沿いには工場も建ち並ぶ。西側では泉地区土地区画整理事業が行われ、泉町や泉玉露、泉滝尻として分離新設された。小名浜岡小名内に所在するいわき東警察署及び小名浜に所在する小名浜消防署がそれぞれ管轄にあたる。

### 主な字
字
- 泉町
- 東泉
- 東下
- 御前田
- 下谷地

- 菅俣
- 折返
- 神力前
- 南坪
- 加賀前

- 六枚内
- 松原
- 中瀬
- 花見岡
- 根ノ町

- 前坪
- 砂井田
- 高見坪
- 中ノ坪
- 後川

- 東越地
- 坂下
- 諏訪山
- 定ノ田
- 花輪返

### 河川
- 二級水系藤原川
  - 釜戸川

## 歴史
- 1879年1月27日 - 泉藩領滝尻村が福島県内における郡区町村制の施行により菊多郡の村となる[4]。
- 1889年4月1日 - 町村制の施行により滝尻村が玉露村、泉村、本谷村、下川村、黒須野村と合併し、菊多郡泉村が新たに発足する。旧滝尻村域は泉村の大字となる[4]。
- 1896年4月1日 - 菊多郡と周辺郡との合併により石城郡が発足し、石城郡泉村となる[4]。
- 1953年4月1日 - 泉村が町制施行し、泉町の大字となる[4]。
- 1954年3月31日 - 泉町が小名浜町、渡辺村、江名町と合併、磐城市が新たに発足し、磐城市の大字となる[4]。
- 1966年10月1日 - 磐城市が平市・常磐市・内郷市・勿来市、石城郡小川町・遠野町・四倉町・川前村・田人村・好間村・三和村、双葉郡久之浜町・大久村と合併しいわき市となり、いわき市小名浜地区の大字となる[4]。
- 1984年 - 泉第一土地区画整理事業に伴い、一部が泉町へ編入される[4][5]。
- 1984年 - 泉第二土地区画整理事業に伴い、一部が泉町へ編入される[4][5]。
- 1989年 - 泉玉露土地区画整理事業に伴い、一部が周辺の他大字の区域と共に泉玉露として分離新設される[4][5]。
- 1999年 - いわきタウンズヴィルの造成に伴い、当該区域が葉山として分離新設される[4]。
- 2022年2月26日 - 泉第三土地区画整理事業に伴い、一部が泉町へ編入、また一部が泉滝尻へ分離新設される[6]

## 世帯数と人口
2023年10月31日現在の世帯数と人口は以下の通りである。
| 大字     | 世帯数   | 人口   |
| -------- | -------- | ------ |
| 泉町滝尻 | 1129世帯 | 2527人 |

## 小・中学校の学区
市立小・中学校に通う場合、学区は以下の通りとなる。
| 番地           | 小学校             | 中学校             |
| -------------- | ------------------ | ------------------ |
| 上記を除く全域 | いわき市立泉小学校 | いわき市立泉中学校 |

## 交通

### 鉄道
- JR常磐線・福島臨海鉄道本線
  - 泉駅

### 道路
- 国道6号常磐バイパス
  - 新泉橋
  - 六枚内高架橋
- 福島県道15号小名浜四倉線
- 福島県道20号いわき上三坂小野線（旧国道6号）
  - 泉橋
  - 泉トンネル
- 福島県道239号泉岩間植田線
  - 八帆入橋

## 施設
- 東北電力泉変電所
- いわき木材工業団地
- 夕月
- アベイル 泉町店